# Raúl Castro (Boliviaans voetballer)
Raúl Castro Peñaloza (La Paz, 19 augustus 1989) is een Boliviaans voetballer, die speelt als verdedigende middenvelder. Hij staat sinds 2013 onder contract bij The Strongest.

## Clubcarrière
Castro, bijgenaamd Chacha, begon zijn professionele loopbaan in 2012 bij Universitario de Sucre.

## Interlandcarrière
Onder leiding van bondscoach Xabier Azkargorta maakte Castro zijn debuut voor Bolivia op 7 september 2014 in de vriendschappelijke wedstrijd tegen Ecuador (0-4) in Fort Lauderdale. Hij werd in dat duel na 63 minuten vervangen door Rudy Cardozo.

## Erelijst
The Strongest
- Liga de Boliviano

2013 [A]